# Sigillaria

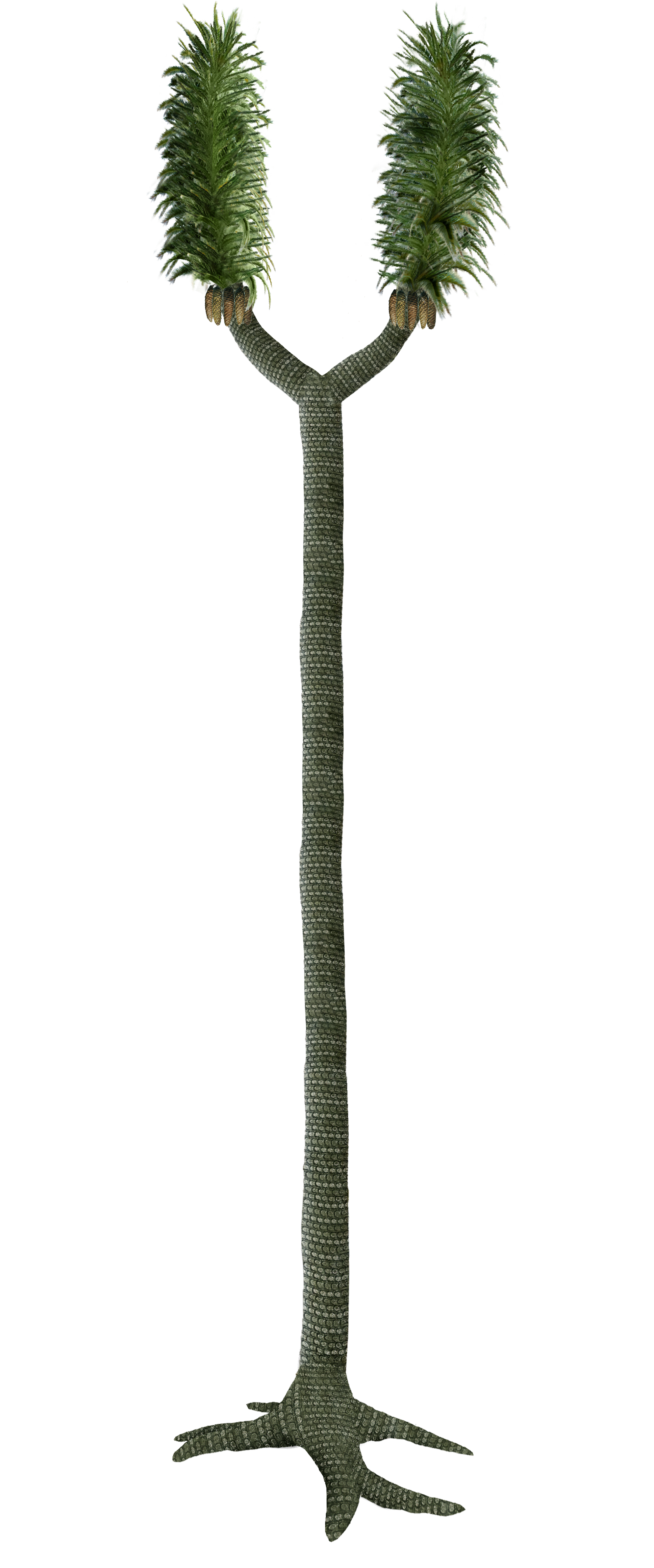
Restitution paléoartistique d'une Sigillaire-type par Tim Bertelink.

Genre
Synonymes
Favularia Sternberg, 1825
Sigillaria est un genre éteint de fougères arborescentes ayant existé du Dévonien moyen au Carbonifère supérieur.

## Liste des espèces
- Sigillaria boblayi
- Sigillaria brardi
- Sigillaria cumulata
- Sigillaria davreuxi
- Sigillaria elegans
- Sigillaria elongata
- Sigillaria laevigata
- Sigillaria mammiliaris
- Sigillaria orbicularis
- Sigillaria ovata
- Sigillaria principes
- Sigillaria rugosa
- Sigillaria sauveuri
- Sigillaria schlotheimiana
- Sigillaria tesselata